# Та Пром
Та Пром (кхмер. ប្រាសាទតាព្រហ្ម; «пращур Брахми») — буддистський храм, що знаходиться на території храмового комплексу Ангкор на північний захід від храму Східний Мебон і на схід від історичного міста Ангкор-Тхом в провінції Сіемреап на північному заході Камбоджі. Він знаходиться в густих джунглях у напівзруйнованому стані. У XII-XIII столітті мав назву Раджавіхара (кхмер. រាជវិហារ).
Після зйомок у храмі сцен фантастичного бойовика «Лара Крофт: Розкрадачка гробниць» у народі камбоджійці стали його називати храмом Анджеліни Джолі. 

## Історія
Будівництво храму Та-Пром завершилося в 1186 році. Він був зведений на честь матері імператора Джаявармана VII в традиційному для кхмерів байонському стилі. Спочатку територія храмового комплексу площею 730 квадратних кілометрів включала в себе 260 позолочених статуй індуїстських богів, 39 веж і кілька сотень кам'яних жител для слуг. Та-Пром був оточений трикутною стіною, що до наших днів практично не збереглася.
Масштабну територію храмового комплексу обслуговувало майже 12 тисяч осіб — монахи, прислужники і танцівниці. На його території було знайдено золотий посуд, діаманти, перлини, шовкові покривала і інкрустовані дорогоцінними каменями парасольки. Храму підпорядковувалися три тисячі найближчих сіл. За сотні років джунглі змінили архітектуру Та-Пром до невпізнання.
У середині XX століття археологи та науковці прийняли рішення не відновлювати первісний вигляд Та-Прому для того, щоб туристи змогли отримати уявлення про те, як виглядали храми Ангкора до приходу цивілізації. Однак в 1992 році комплекс був включений в список Всесвітньої спадщини ЮНЕСКО — і на всій території почалися реставраційні роботи. Реконструкція храму Та-Пром почалася лише в 2009-му: насамперед тут спиляли багатовікові дерева, щоб запобігти подальшому руйнуванню.

## Галерея

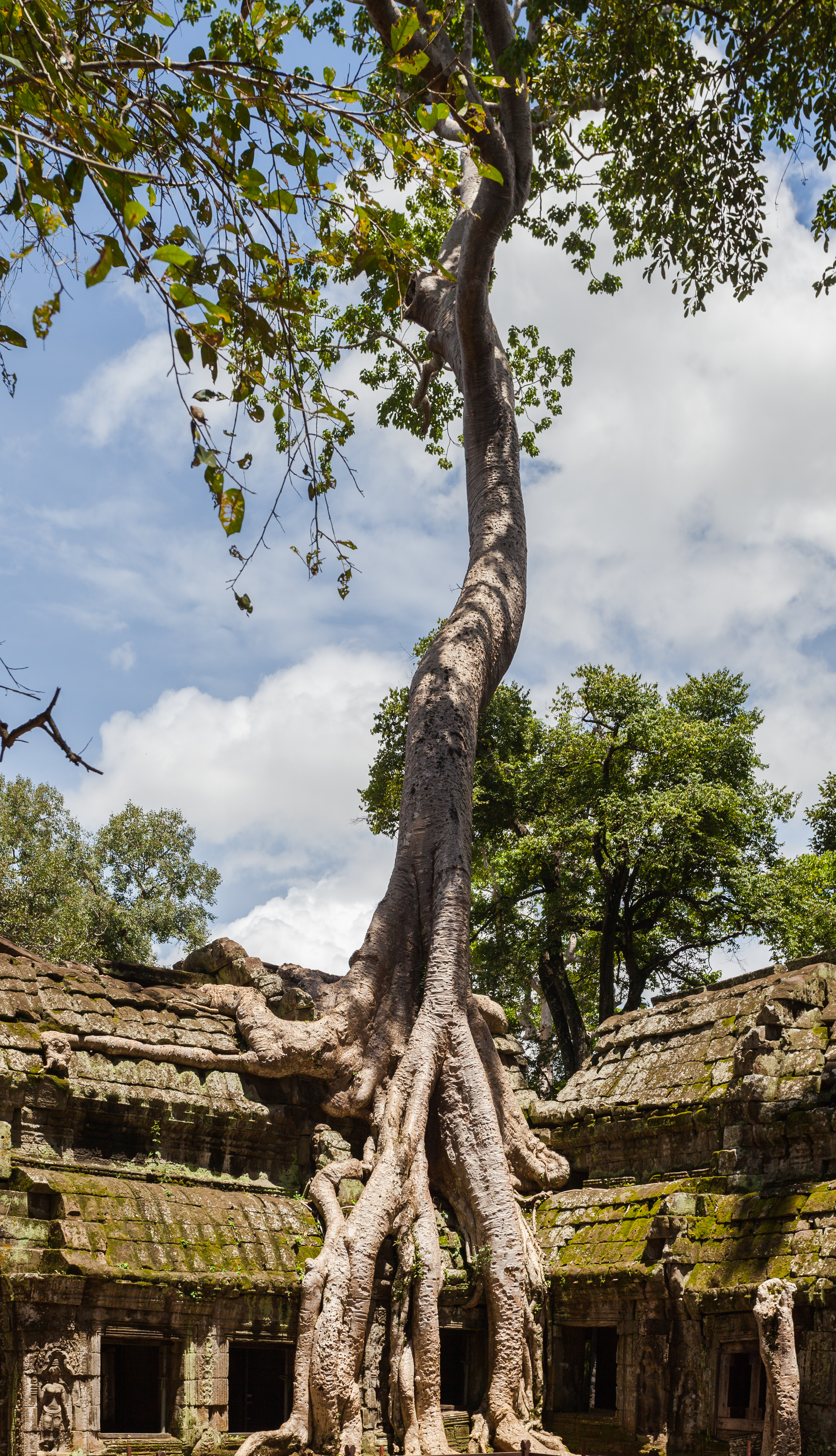
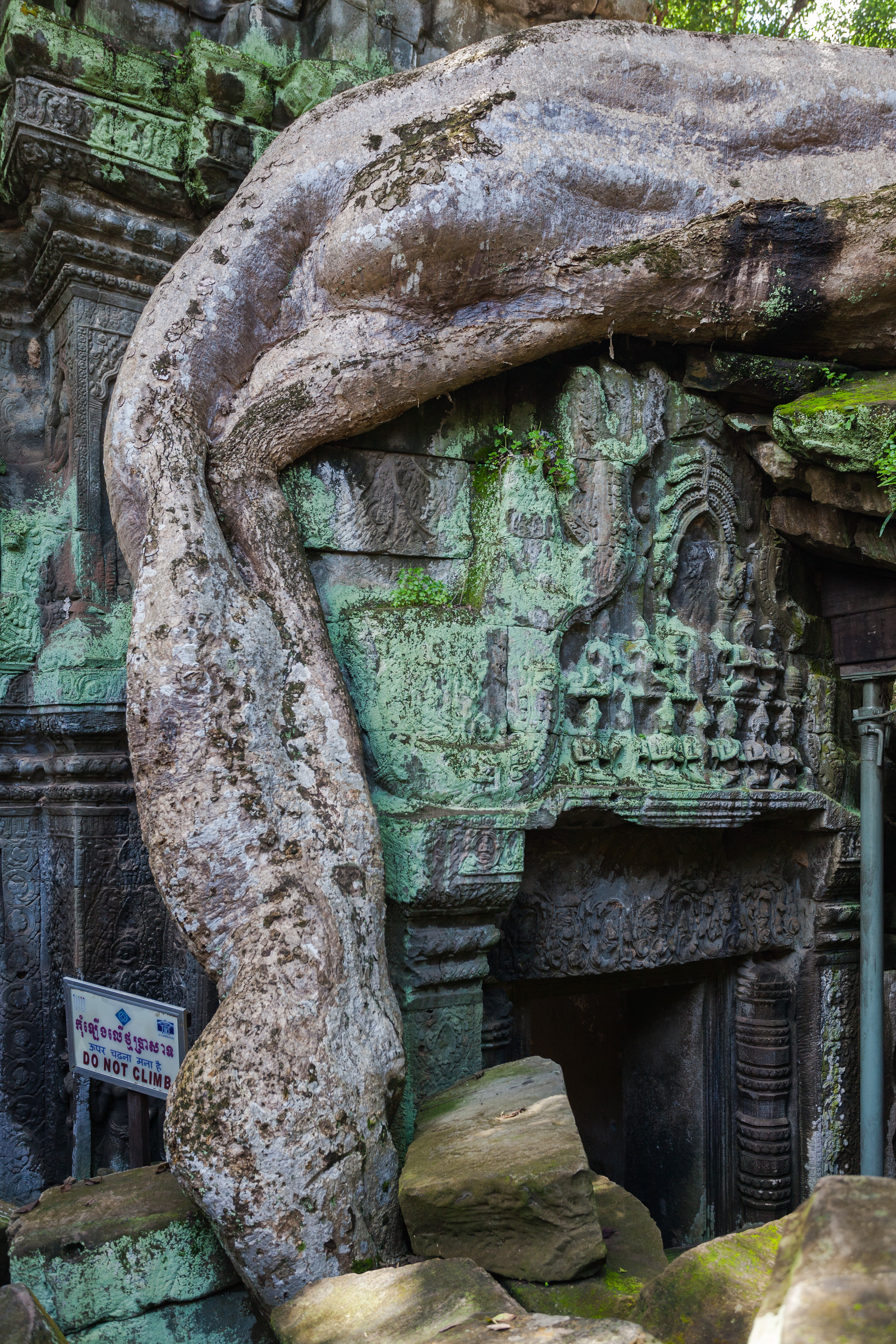
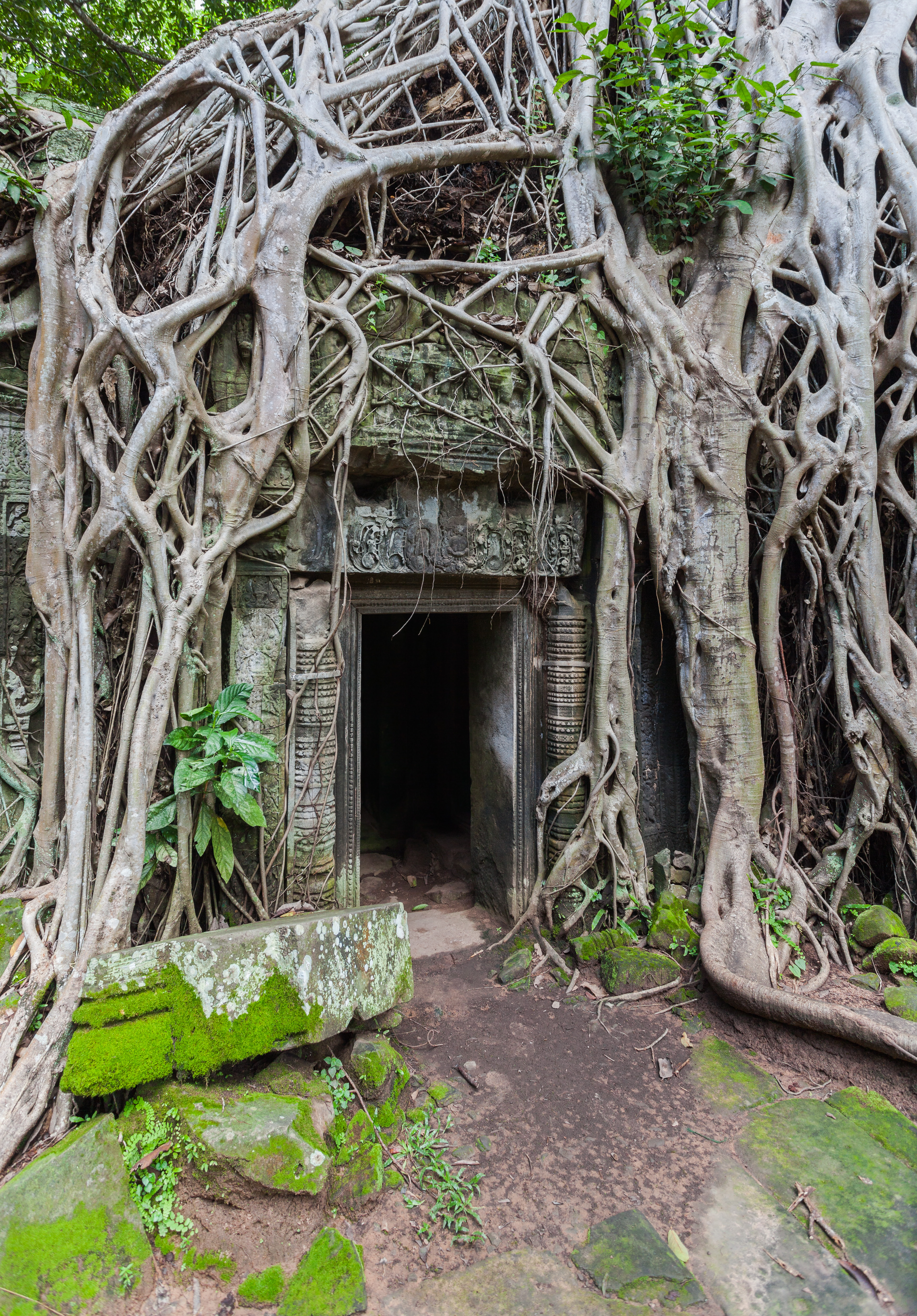
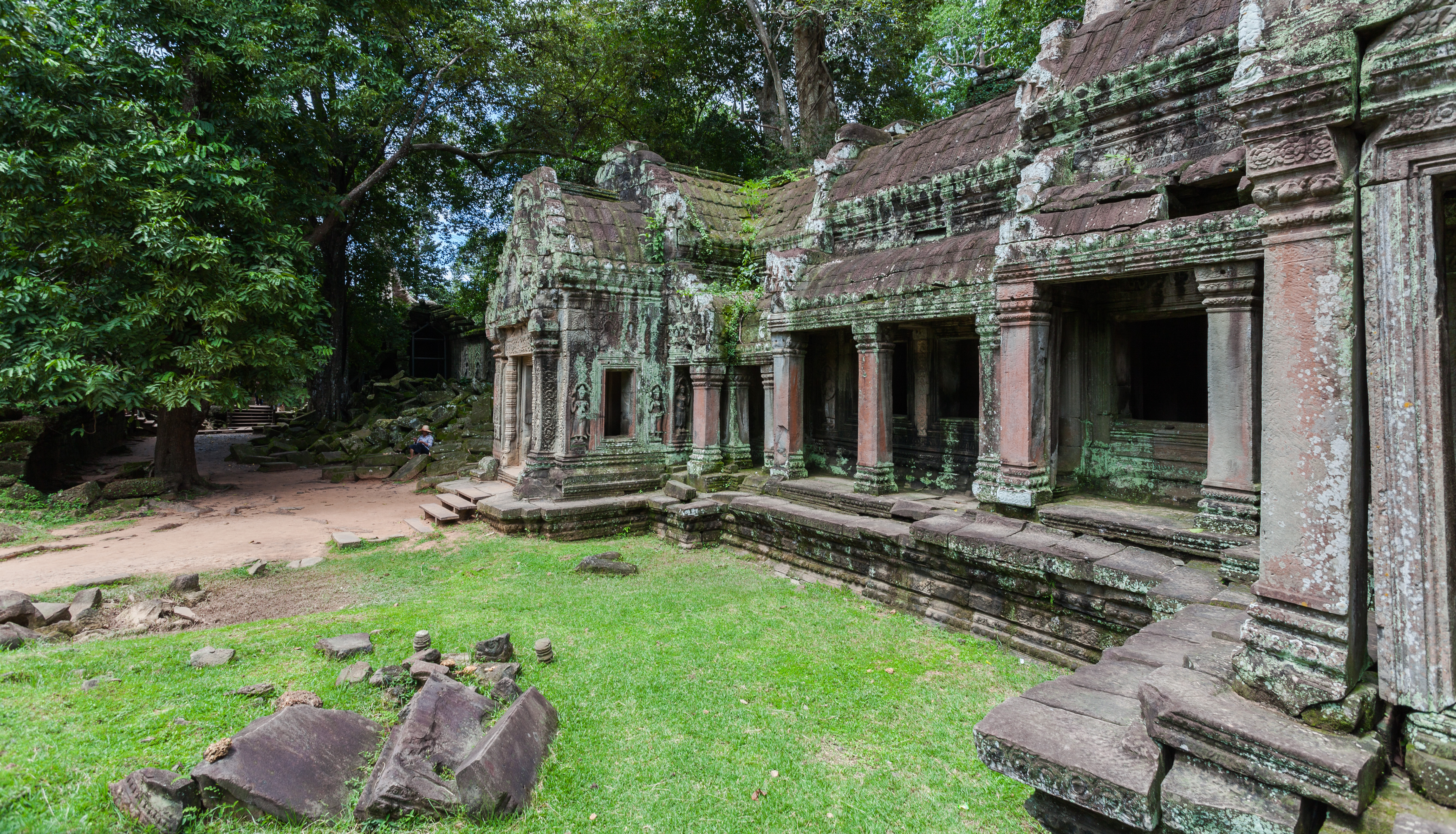
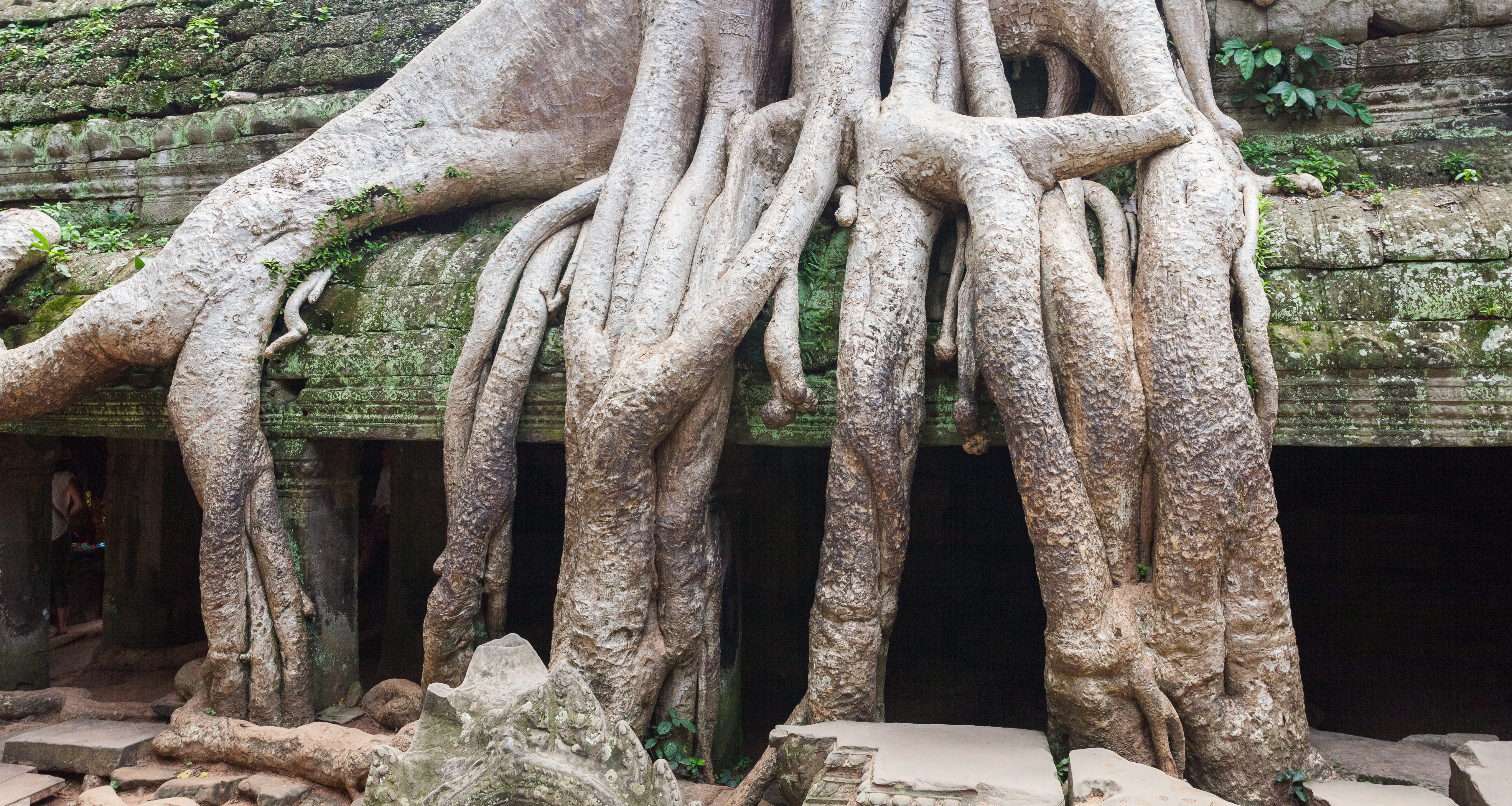
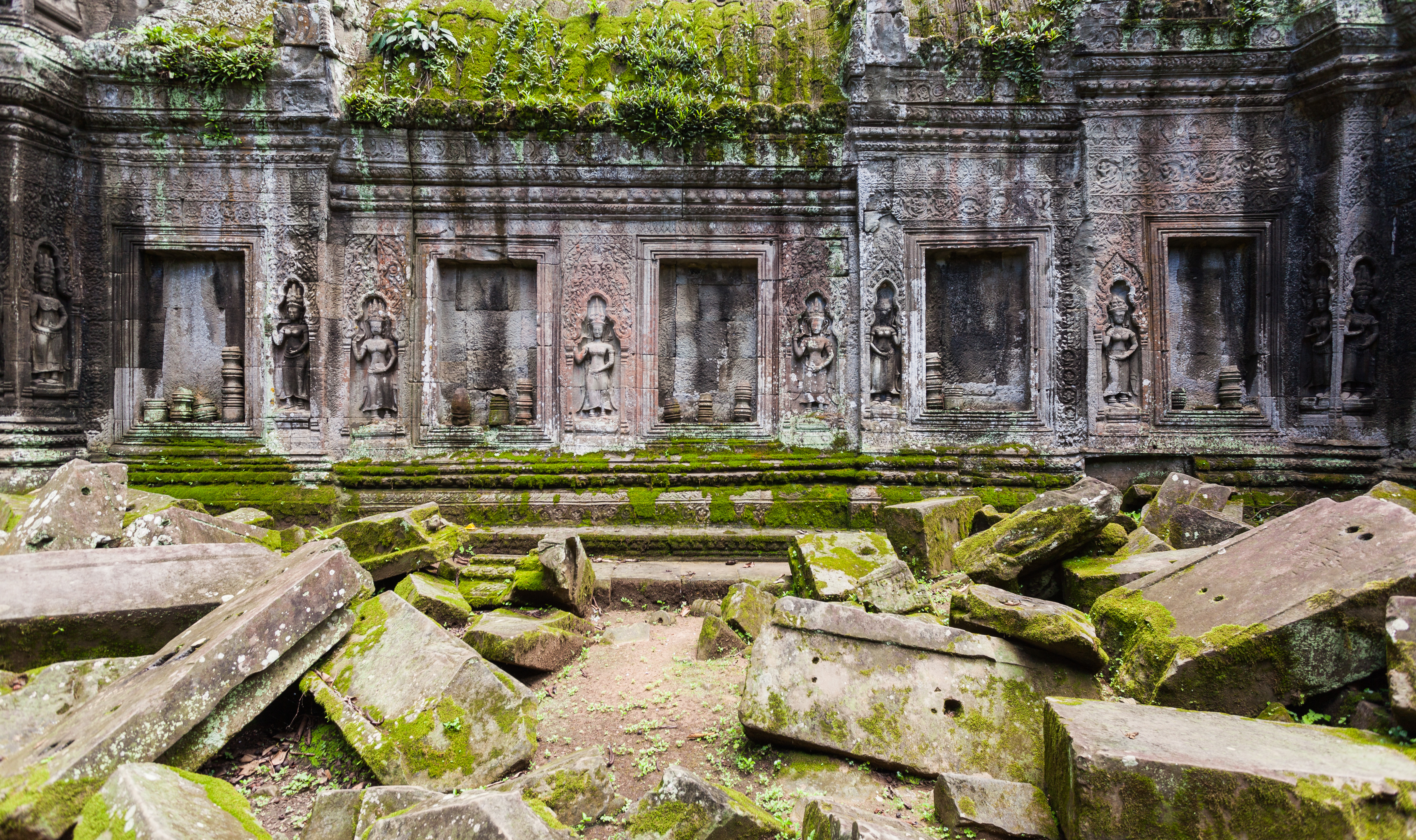
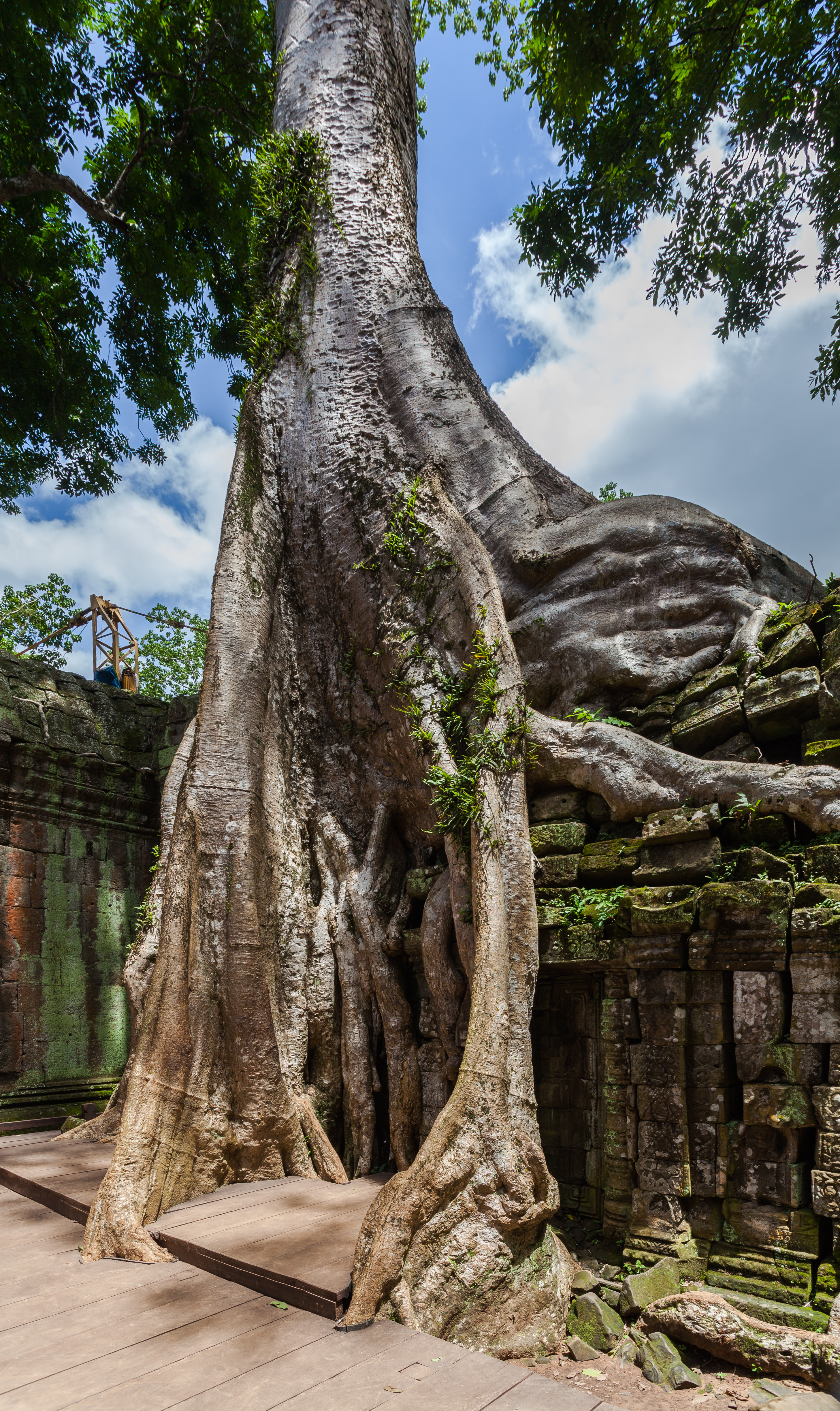
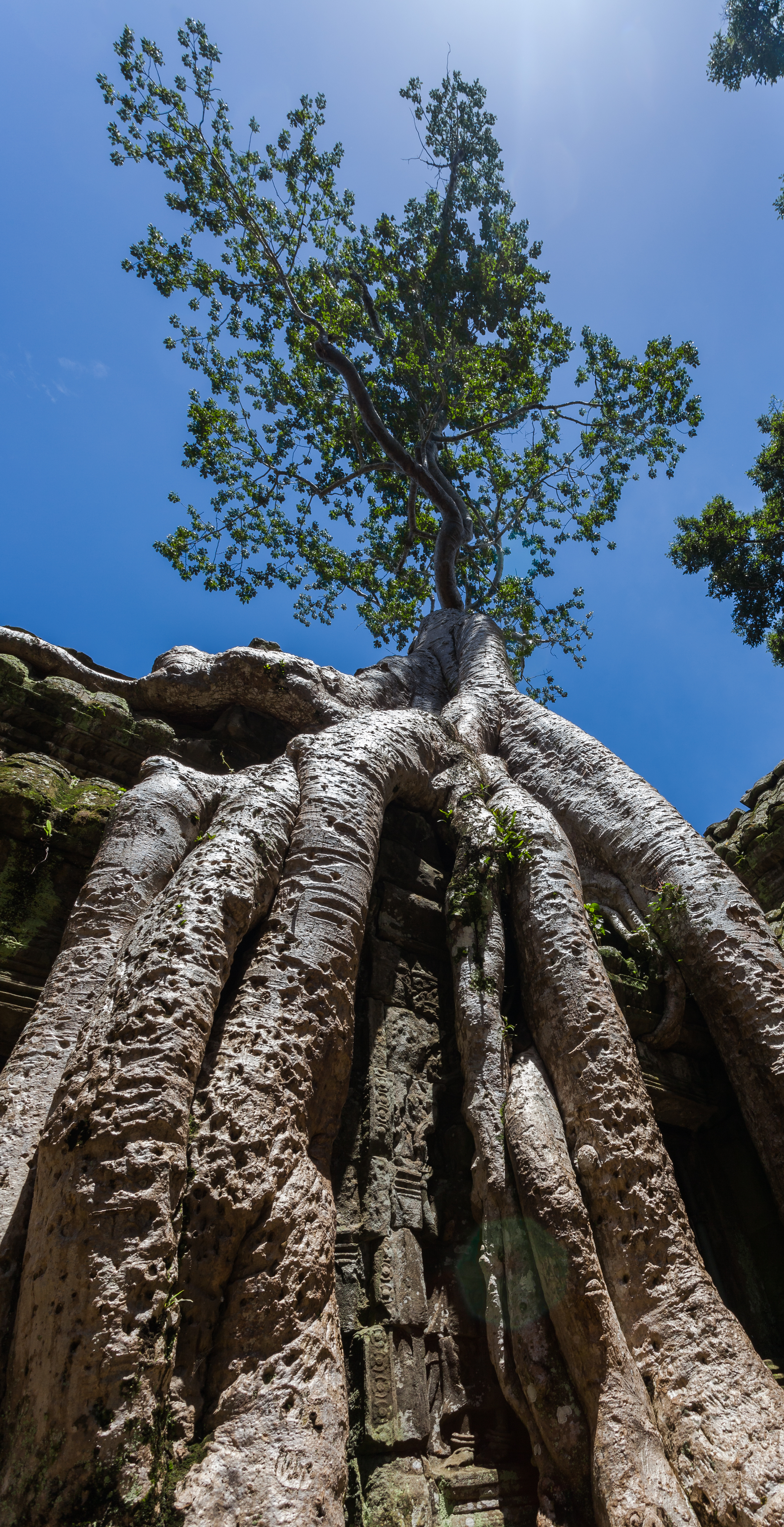
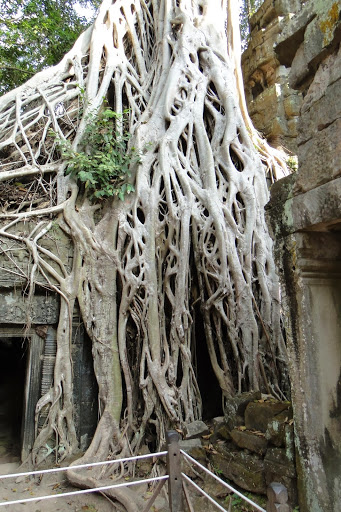